# Transport kolejowy w Przeworsku

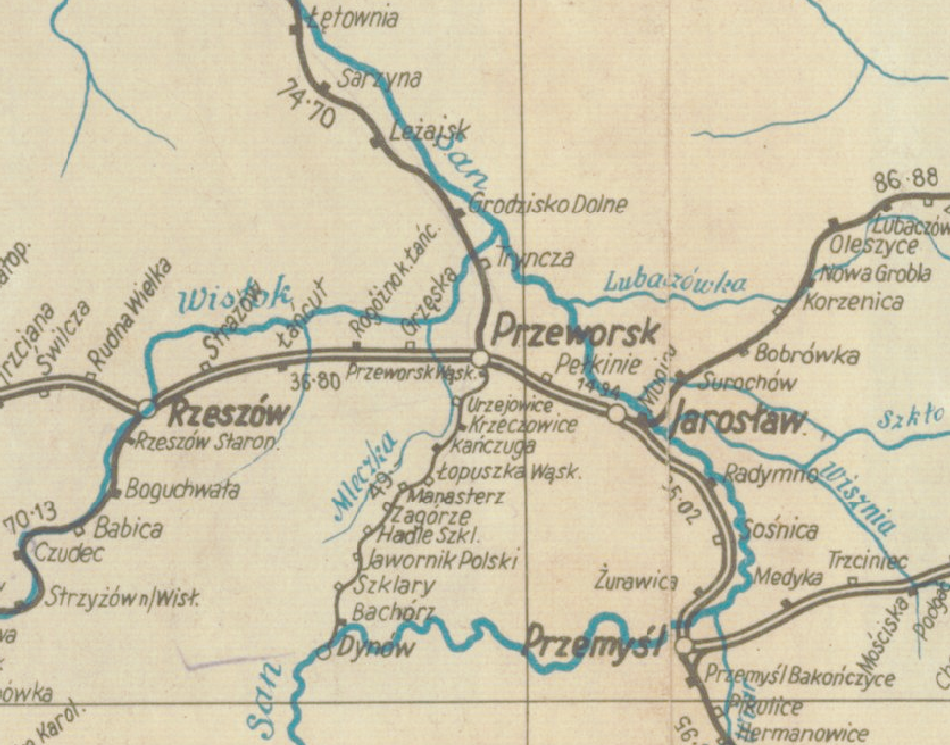
Przeworski węzeł kolejowy w 1930 r.

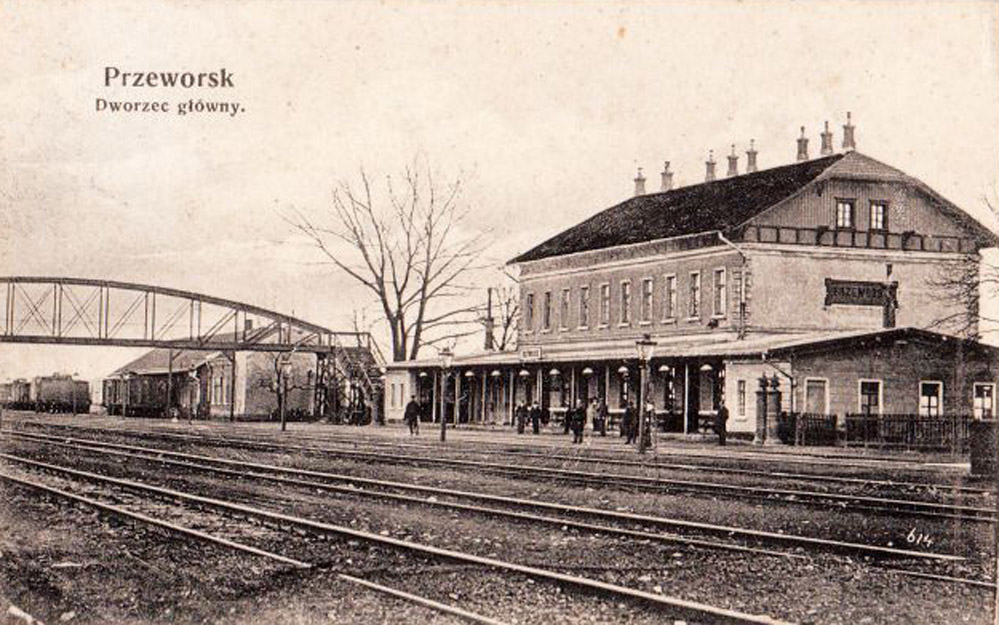
Dworzec Przeworsk Główny (1908 r.)

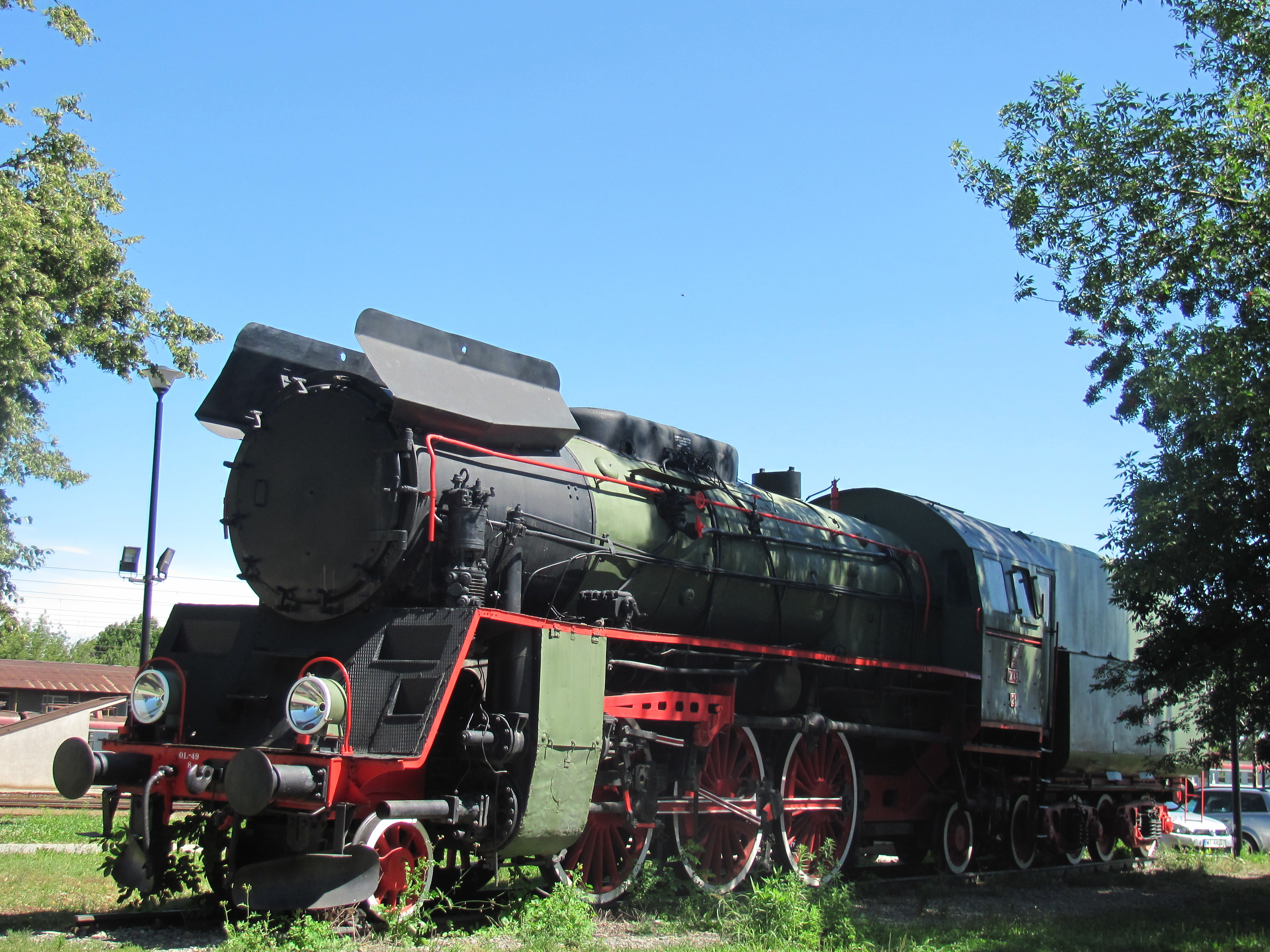
Zabytkowa lokomotywa w pobliżu dworca

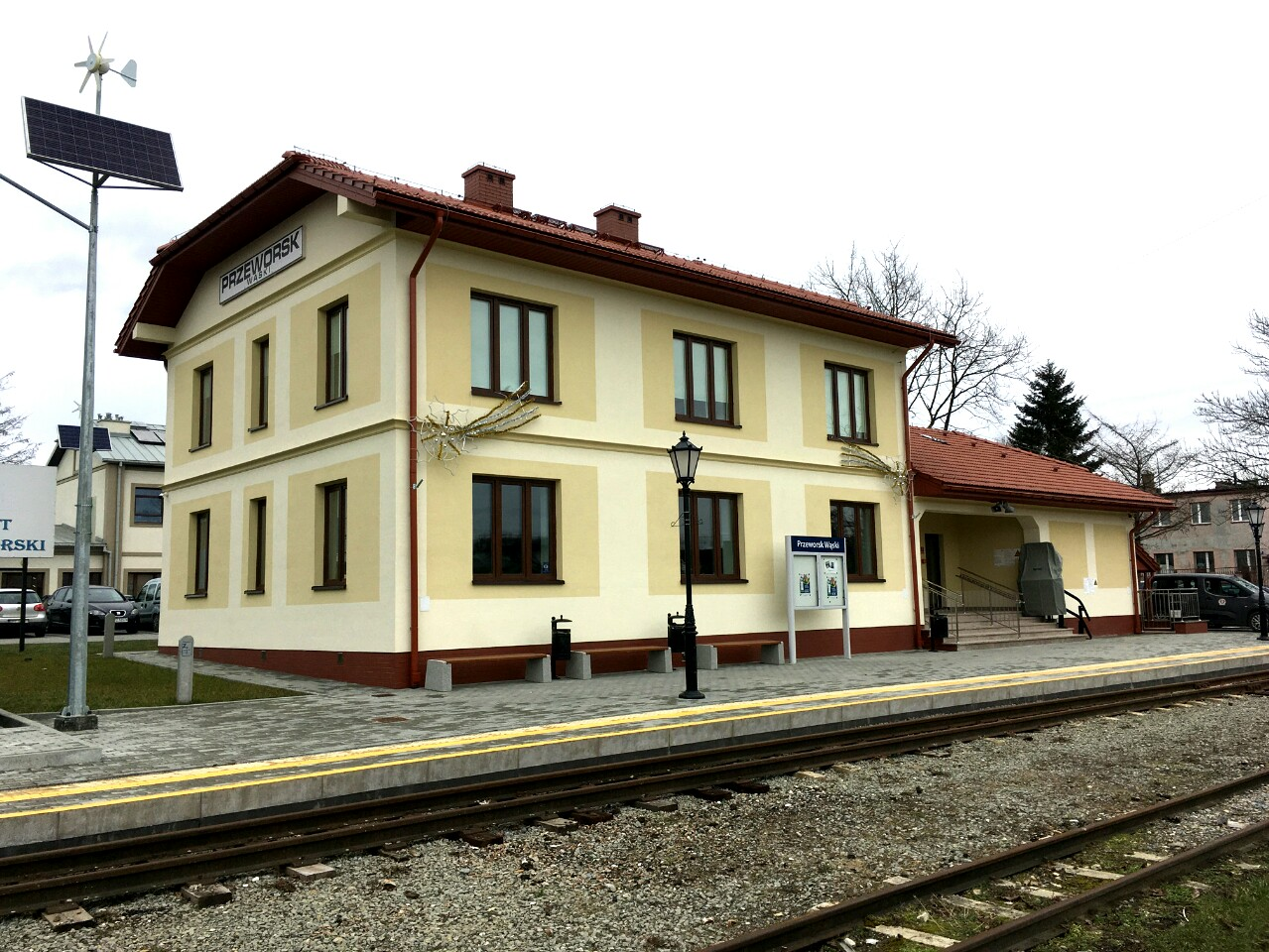
Dworzec Przeworsk Wąski

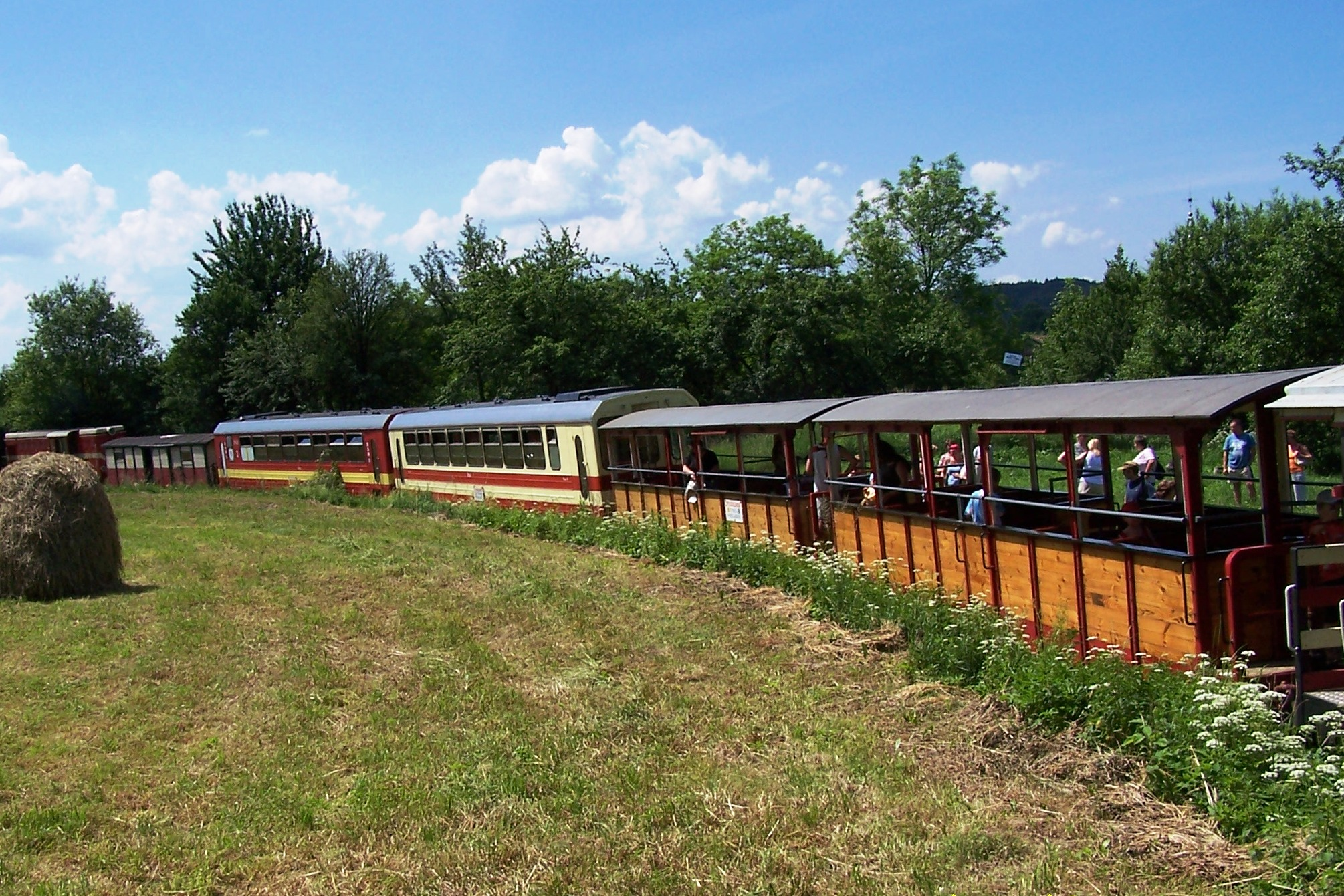
Przeworska Kolej Wąskotorowa

Transport kolejowy w Przeworsku – w Przeworsku znajduje się jeden z największych węzłów kolejowych w województwie podkarpackim.

## Historia
W 1859 doprowadzono do Przeworska Kolej galicyjską im. Karola Ludwika. Wydarzenie to polepszyło sytuację ekonomiczną miasta i okolicy. Nastąpiło ożywienie gospodarcze i społeczne Przeworska. Kolej umożliwiała tańszy wywóz płodów rolnych, wzrost ruchu handlowego i kominikację z cywilizowanym światem.
Wraz z wybudowaniem Cukrowni, potrzeby zakładu skłoniły Galicyjsko-Bukowińskie Akcyjne Towarzystwo Przemysłu Cukrowniczego w Przeworsku do wybudowania nowej linii kolejowej. W latach 1898–1902 powstała kolej Przeworsk-Rozwadów.
Bezpośredni związek z Przeworskiem ma również linia Kolei Munina-Hrebenne, znana również jako Przeworsk-Bełżec. Wybudowana została w 1884, zaś odcinek do Bełżca w 1887.
Kolej wąskotorowa Przeworsk-Dynów powstała z inicjatywy Andrzeja Lubomirskiego w 1904. Pierwotnia planowano wybudowanie kolei normalnotorowej. Sprzeciwił się temu komendant Twierdzy Przemyśl. Wąskotorówka dowoziła buraki do Cukrowni w Przeworsku oraz drewno z terenu Pogórza. Projektowane odgałęzienia do Pruchnika i Gaci nie zostały zrealizowane.
W II Rzeczypospolitej planowano rozbudowę węzła przez doprowadzenie torów do Zagórza w ramach magistrali Warszawa – Przeworsk – Budapeszt. W czasie I wojny światowej zniszczeniu uległa stacja i część torów. Podczas okupacji Niemcy zaminowali budynki, urządzenia, mosty i tory. Wszystko było przygotowane do wysadzenia w powietrze. Odwaga i ofiarność pracowników kolejowych uniemożliwiły okupantowi dokonanie zniszczenia. W ostatnich chwilach odcięto dopływ prądu i uratowano węzeł.
Po II wojnie światowej nastąpił znaczny rozwój węzła kolejowego. Przez Przeworsk przechodziły miliony ton towarów i surowców. Magistrala Kraków-Przemyśl została zelektryfikowana. Pierwszy pociąg przejechał przez Przeworsk 28 kwietnia 1964. Elektryfikacja przyczyniła się do modernizacji całego węzła. Wyremontowano tory i perony, dworzec przebudowano w stylu socrealizmu.

## Linie kolejowe
Przez teren miasta przebiegają następujące linie kolejowe:
- Linia kolejowa nr 91 Kraków – Przeworsk – Medyka
- Linia kolejowa nr 68 Lublin – Przeworsk
- Linia kolejowa Przeworsk – 91 Munina – 101 – Hrebenne 69 – Bełżec
- Linia kolejowa nr 612 Przeworsk – Przeworsk Gorliczyna
- Linia kolejowa nr 988 Przeworsk R66 – Przeworsk Towarowy R112
- Przeworska Kolej Dojazdowa: Przeworsk Wąski – Dynów

## Stacje i przystanki kolejowe
- Przeworsk (stacja kolejowa)
- Przeworsk Gorliczyna
- Przeworsk Towarowy
- Przeworsk Wąski
- Przeworsk Wąski Towarowy